# Amt Kaisersesch

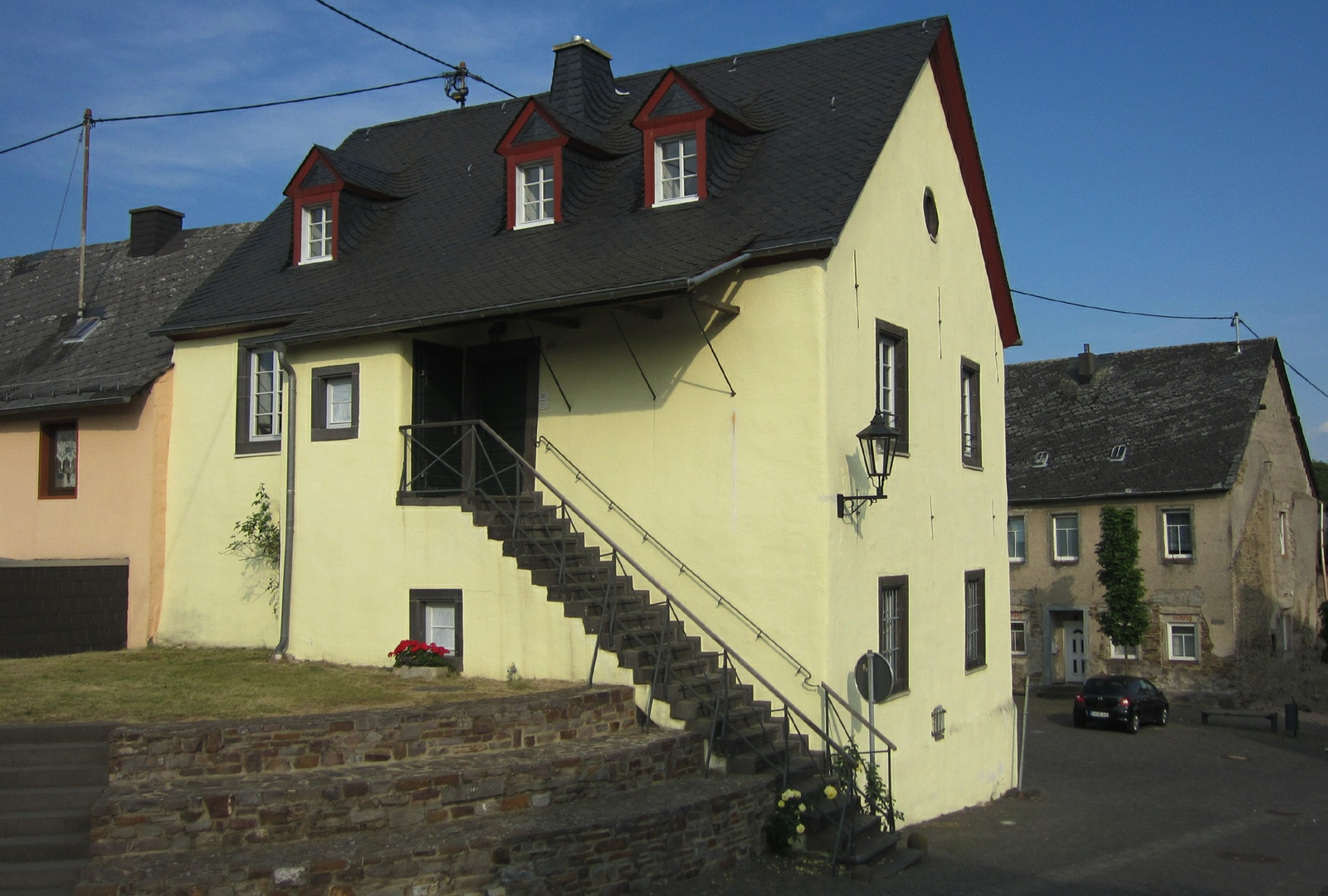
Ehemaliges kurtrierisches Amtshaus

Das Amt Kaisersesch war ein vom 13. Jahrhundert bis 1794 bestehender Verwaltungs- und Gerichtsbezirk im Kurfürstentum Trier mit Sitz in Kaisersesch. Ab Mitte des 16. Jahrhunderts war das Amt Kaisersesch dem Oberamt Mayen nachgeordnet.

## Geschichte
1419 wurde ein Amtmann Arnold von Ketge genannt, der Amtmann von Kaisersesch und Kochheim war. Spätestens 1584 war das Amt Kochheim vom Amt Kaisersesch wieder getrennt. Im Landtagsabschied vom 14. November 1548 wird Hermann von Weyer von Clauer als Amtsmann von Kaisersesch genannt. Nach dessen Tod wurde das Amt Kaisersesch dem (Ober-)amt Mayen unterstellt. Als Amtmänner werden seit der Zeit die Amtmänner von Mayen auch als Amtmänner in Kaisersesch genannt.
Das Amt bestand zum Ende des HRR aus Düngenheim, Eulgem, Gamlen, Kaisersesch und Urmersbach.

## Amtshaus
Das ehemalige kurtrierische Amtshaus (Burgmannenhaus, „Altes Gefängnis“) im historischen Ortskern, mit mittelalterlichem Kern, wird heute als Heimatmuseum genutzt. Es steht als Kulturdenkmal unter Denkmalschutz.